# Schiemannova reakcija
Schiemannova reakcija, imenovana tudi Baltz-Schiemannova reakcija, je kemijska reakcija, v kateri se anilini preko diazonijevih fluoroboratov pretvorijo v aromatske fluoride. Reakcija se imenuje po nemških kemikih Güntherju Schiemannu in Güntherju Balzu.

Reakcija je podobna Sandmeyerjevi reakciji, s katero se iz diazonijevih soli sintetizirajo aromatski halogenidi. 
Mehanizem razgradnje diazonijevega fluoroborata v aromatske fluoride sta preučila C.G. Swain in R.J. Rogers.